# Суперкубок В'єтнаму з футболу 2016
Суперкубок В'єтнаму з футболу 2016  — 18-й розіграш турніру. Матч відбувся 29 грудня 2016 року між чемпіоном В'єтнаму клубом Ханой T&T та володарем кубка В'єтнаму клубом Куангнінь.
| Володар Суперкубка В'єтнаму 2016 |
| -------------------------------- |
|                                  |
| Куангнінь Перший титул           |

## Матч

### Деталі
| 29 грудня 2016 11:00 (EEST) |

| Ханой T&T                                                   | 3:3      | Куангнінь                                             |
| ----------------------------------------------------------- | -------- | ----------------------------------------------------- |
| Фам Тхань Лионг 28' Нгуєн Ван Куєт 51' (пен.) Марронкле 78' | Протокол | Тамбве 3', 74' Ву Мін Туан 58'                        |
|                                                             | Пенальті |                                                       |
| Марронкле · Олоя · До Зві Ман · Сам Нгок Дук                | 2:4      | Ву Мін Туан · Мак Хонг Куан · Нгуєн Хаї Хуї · Мескіта |

| Хангдай, Ханой Глядачів: 4 000 Арбітр: Во Мін Трі |